# دنیس کیلدی
دنیس کیلدی (اوکراینی: Денис Вячеславович Кільдій؛ زادهٔ ۷ اکتبر ۲۰۰۴) بازیکن فوتبال اهل اوکراین است.